# Аланс Синєльніковс
Аланс Синєльніковс (латис. Alans Siņeļņikovs, нар. 14 травня 1990, Рига) — латвійський футболіст, півзахисник, фланговий півзахисник клубу «Вентспілс».
Виступав, зокрема, за клуб «Сконто», а також національну збірну Латвії.

## Клубна кар'єра
На початку ігрової кар'єри грав за клуби «Сконто» та «Олімпс».
До складу клубу «Вентспілс» приєднався 2013 року. Відтоді встиг відіграти за клуб з Вентспілса 50 матчів в національному чемпіонаті.

## Виступи за збірні
Виходив на поле у складі юнацької збірної Латвії, взяв участь в 11 іграх на юнацькому рівні, відзначившись 2 забитими голами.
Протягом 2009–2012 років залучався до складу молодіжної збірної Латвії. На молодіжному рівні зіграв у 17 офіційних матчах.
У 2012 році дебютував в офіційних матчах у складі національної збірної Латвії. Наразі провів у формі головної команди країни 10 матчів.
| Дата      | Місто                  | Господарі | Результат | Гості                | Турнір            | Голи | Примітки |
| --------- | ---------------------- | --------- | --------- | -------------------- | ----------------- | ---- | -------- |
| 22-5-2012 | Клагенфурт-ам-Вертерзе | Латвія    | 0 – 1     | Польща               | товариський матч  | -    | 87'      |
| 1-6-2012  | Виру                   | Латвія    | 5 – 0     | Литва                | Кубок Балтії      | -    | 72'      |
| 6-2-2013  | Кобе                   | Японія    | 3 – 0     | Латвія               | товариський матч  | -    | 88'      |
| 24-5-2013 | Доха                   | Катар     | 3 – 1     | Латвія               | товариський матч  | -    |          |
| 28-5-2013 | Дуйсбург               | Латвія    | 3 – 3     | Туреччина            | товариський матч  | -    | 63'      |
| 7-6-2013  | Рига                   | Латвія    | 0 – 5     | Боснія і Герцеговина | Відбір до ЧС 2014 | -    | 84'      |
| 14-8-2013 | Таллінн                | Естонія   | 1 – 1     | Латвія               | товариський матч  | -    | 15' 56'  |
| Усього    |                        | Матчів    | 7         |                      | Голів             | 0    |          |

## Титули і досягнення
- Чемпіон Латвії: 2010, 2014
- Володар Кубка Латвії: 2012, 2019